# CHU UCLouvain Namur
Le CHU UCLouvain Namur ou CHU UCL Namur (également désigné UCLouvain Namur par l'université de Louvain et officiellement intitulé Centre hospitalier universitaire Dinant Godinne Saint-Elisabeth - UCL-Namur) est un centre hospitalier universitaire belge établi à Namur, Dinant, Yvoir et Ciney, en province de Namur. Établi en 2015, il s'agit du second hôpital académique de l'université catholique de Louvain.

## Description
Le CHU UCLouvain Namur compte 4 996 salariés, ce qui en fait le principal employeur de la province de Namur. Il fait partie du Réseau Santé Louvain.

### Établissements

#### Namur
- Site de Sainte-Élisabeth : situé place Louise Godin, à Namur, ce vaste complexe hospitalier contient également l'ECNAS, École Namuroise de soins Sainte-Élisabeth, école secondaire d'infirmiers[7], et le CMSE, clinique de maternité[8].
- Foyer Saint-François - Centre de soins palliatifs : un peu au sud du précédent se trouve un centre palliatif[9], accompagné de la Maison de Naissance de Namur (l'Arche de Noé)[10] et du département paramédical de la Haute École de Namur-Liège-Luxembourg.
- Résidence Les Lauriers[11]

L'hôpital psychiatrique du Beau Vallon, établi à Saint-Servais en 1914, fait également partie du groupe hospitalier Saint-Luc – UCLouvain ainsi que du site UCLouvain Namur en tant que lieu de formation des assistants en médecine depuis 1974, et de centre de recherche en médecine psychiatrique.

#### Yvoir
- Site de Godinne
- Crèche Le Village des Enfants

#### Dinant
- Centre Hospitalier de Dinant
  - Site de Saint-Vincent
  - Site de Sainte-Anne ; maison de repos à 133 lits.
- Crèche Les Pommes d'Amour
- Résidence Sainte-Anne

#### Lustin
- Résidence Saint-Thomas de Villeneuve
- Résidence Alégria

#### Erpent
- Centre de Cardiologie
- Centre de médecine spécialisée[13]
- Centre médical Les Baseilles

#### Ciney
- Centre médical Sainte-Marie[13]

#### Givet (France)
- Pôle Médical de Givet[14]

## Histoire
L'école d'infirmières Sainte-Élisabeth (aujourd'hui l'ECNAS et Henallux Paramédical) est fondée par arrêté royal en 1922, par les Sœurs de la Charité à Salzinnes, rue Charles Zoude, qui débouche aujourd'hui encore sur le site Sainte-Élisabeth. Le centre de soins palliatifs Foyer Saint-François est fondé au sud du site Sainte-Élisabeth en 1989.
En 1903, un sanatorium est ouvert à Mont-sur-Meuse (Yvoir), racheté en 1919 par l'Alliance nationale des mutualités chrétiennes. L'hôpital de Mont-Godinne à Yvoir est alors fondé le 1er janvier 1928 par l'ASBL Solidarité Mutualiste Chrétienne, membre de l'Alliance nationale des Mutualités chrétiennes. Son siège est situé à 1031 Bruxelles (code postal réservé aux associations chrétiennes). En 1967, une convention est signée entre la Solidarité Mutualiste Chrétienne et l'université catholique de Louvain, encore établie à Louvain.  Depuis, l'hôpital entretient des liens privilégiés avec l'université catholique de Louvain et son penchant néerlandophone, la KU Leuven. Ses 300 lits deviennent universitaires. Dès 2004, l'hôpital de Mont-Godinne est dénommé Cliniques universitaires UCL de Mont-Godinne, en référence aux Cliniques universitaires Saint-Luc à Bruxelles. L'hôpital change encore une fois de nom pour devenir le Centre Hospitalier Universitaire (CHU) Mont-Godinne en 2011, toujours géré par l'UCLouvain et les Mutualités chrétiennes.
Le Centre hospitalier de Dinant (CHD) est fondé le 15 mai 1987. Son fonctionnement est régi par le Centre public d'action sociale de la commune. En 2012, le CHU Mont-Godinne d'Yvoir fusionne avec le Centre hospitalier de Dinant, formant le CHU UCL Mont-Godinne Dinant (CHU-UCL-MGD). 
Les fusions sont nécessaires pour se conformer à la politique des bassins de soins voulue par les gouvernements régional et fédéral.
En 2015, le CHU-UCL-MGD et les Clinique et Maternité Saint-Élisabeth de Namur fusionnent par constitution en le Centre hospitalier universitaire Dinant Godinne Saint-Elisabeth - UCL-Namur avec 5 implantations hospitalières. Le siège de l'institution est maintenu à Mont-Godinne, Yvoir. Le CHU UCLouvain Namur est alors le plus gros employeur de la province de Namur. L'entièreté du CHU UCLouvain Namur est reconnu comme universitaire et rattaché à l'UCLouvain, mais seuls les 300 lits de Mont-Godinne sont comptabilités en tant que lits universitaires.
Dès 2017, grâce à un processus de gazéification de la biomasse, le site Mont-Godinne fonctionne sur de l'énergie de production propre et écologique.
Dès novembre 2018, pour faire face à la pénurie de médecins des zones rurales du nord de la France, des spécialistes des sites de Godinne et de Dinant viennent consulter à Givet, dans le petit pôle médical de Givet. 15 % des patients du site de Dinant sont français.
Au niveau scientifique, le CHU UCLouvain Namur est relié avec la faculté de médecine et de médecine dentaire (MEDE) de l'université catholique de Louvain, établie sur le campus UCLouvain Bruxelles Woluwe. Cependant, le centre hospitalier entretient également des relations avec la faculté de médecine de l'université de Namur (UNamur).